# 루디 (가수)
루디(1995년 8월 31일 ~)는 대한민국의 가수다. 2018년 싱글 앨범 [Diffusion]으로 데뷔했다.

## 학력
- 서울공연예술고등학교
- 동아방송예술대학교 실용음악학과 작곡전공

## 방송
- DJ쇼 트라이앵글 (2017)
- 악인전 (2018) - 송가인 편
- 도올아인 오방간다 (2019)
- 너의 목소리가 보여 7 (2020) - 김민준 편
- 이것이 인생
- 조선판스타 (2021) - Top12(9위)
- 슈퍼밴드2 (2021) - Top48(47위)

## 음반
- Diffusion (2018)
- 서울 아리랑 (2019)
- 개화 (2019)
- DISAPPEAR (2020)
- 슈퍼밴드2 - Episode.7 (2021)

## 작곡/편곡
- 신원호 <우리의 시간에 (Remastering Ver.)> (2019)

## 공연
- 제2회 신촌거리예술축제 (2019)

## 수상
- 패션지 ‘DAZED’ 선정 내일의 아이콘 30인
- 제10회 World Choir Games (세계합창올림픽) 쇼 콰이어 부문 금메달 / 팝 앙상블 부문 금메달